# Fédération arabe d'Irak et de Jordanie
Février – août 1958
Entités précédentes :
- Royaume d'Irak
- Royaume de Jordanie

Entités suivantes :
- République d'Irak
- Royaume de Jordanie

La fédération arabe d'Irak et de Jordanie était une confédération formée en 1958 par l'union de l'Irak et de la Jordanie, qui n'exista que l'espace de quelques mois.

## Histoire
Le 14 février 1958, le roi Fayçal II d'Irak et son cousin, le roi Hussein de Jordanie, voulurent réunir les deux royaumes hachémites de Jordanie et de l'Irak en un seul État. Ceci conduisit à la création de la fédération arabe d'Irak et de Jordanie.
Celle-ci est conçue en réaction à la formation de la République arabe unie le même mois. Là où la RAU est anti-occidentale, l'Irak fait partie du pacte de Bagdad, favorable aux Britanniques, visant à contrer l'URSS dans le cadre du Grand Jeu et de la guerre froide.
La fédération fut dissoute le 21 août 1958, après seulement cinq mois d'existence, quand l'Irak s'en est retiré après le coup d'État qui a mis fin à la monarchie.

## Drapeau
Le drapeau adopté est celui de la révolte arabe qui fut menée par les Hachémites contre les autorités ottomanes. Le 7e article du protocole de l'Union précise que le drapeau de la révolte arabe est celui de la Fédération ainsi que celui des deux pays,.

## Divers
Le code d'aviation ICAO de cet État était 4YB.